# Tatiana Blatnik

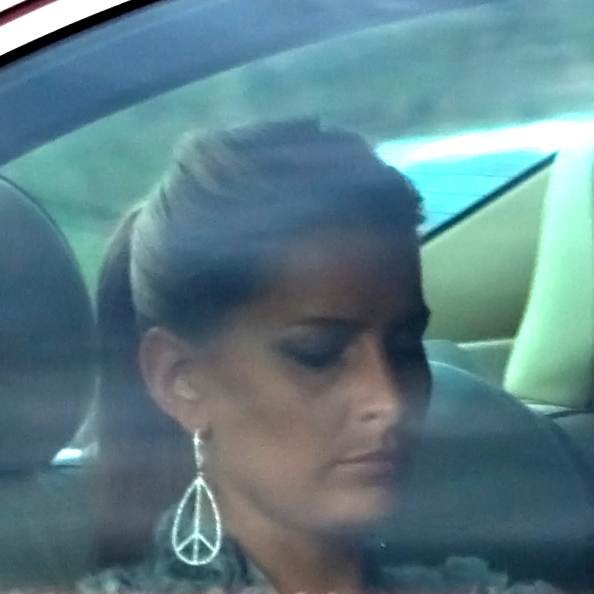
Prinses Tatiana in 2010

Tatiana Blatnik (Venezuela, 28 augustus 1980) is de echtgenote van prins Nikolaos van Griekenland. Sinds haar huwelijk is haar aanspreektitel Hare Koninklijke Hoogheid prinses Nikolaos van Griekenland en Denemarken.
Prinses Tatiana werd in Venezuela geboren, maar groeide op in Zwitserland en is van Russisch-Joodse oorsprong. Haar biologische vader, Ladislav Blatnik, overleed toen ze zes jaar oud was en ze werd opgevoed door haar moeder, Marie Blanche Bierlein. Haar moeder hertrouwde later met Attilio Brillembourg, de eigenaar van een financieel bedrijf uit New York.
Prinses Tatiana heeft gestudeerd aan de Universiteit van Georgetown en studeerde in 2003 af met een graad in de sociologie. Tot juli 2010, toen ze zich terugtrok om zich te richten op haar trouwplannen, had ze gewerkt als event planner voor modeontwerper Diane von Fürstenberg.
Ze had al enkele jaren een relatie met prins Nikolaos van Griekenland, toen op 28 december 2009 hun verloving bekend werd gemaakt. Ze trouwden op 25 augustus 2010 in Spetses, Griekenland. In april 2024 kondigden ze aan te gaan scheiden.